# 오후의 재즈
오후의 재즈는 전주MBC FM4U(FM 99.1㎒)에서 매주 일요일 낮 12시 30분부터 1시까지 방송되는 재즈 음악 프로그램이다. 2024년 11월 24일 자로 2년만에 폐지되었다.